# Аль-Джазіра (газета)
Аль-Джазіра (англ. Al Jazirah, араб. الجزيرة, в перекладі «Острів») — щоденна арабська газета, що видається в Саудівській Аравії. Газета публікується у форматі широкоформатних листів на 48 сторінках, як кольорових, так і чорно-білих. Видання має понад тридцять національних та міжнародних філій.